# Rétfalvi Tamás
Rétfalvi Tamás (Eger, 1986. július 18. –) magyar színész.

## Életpályája
2007-től a Színház- és Filmművészeti Egyetem hallgatója volt Máté Gábor osztályában, ahol 2012-ben diplomázott. Osztály nagy sikert aratott a 2011-es Pécsi Országos Színházi Találkozó versenyprogramjában a Félelem és macskajaj a Harmadik Birodalomban című darabbal, amelyet Zsótér Sándor rendezett. 2012–2016 között a Radnóti Színház tagja, majd szabadúszó. 2018–2022 között a Szegedi Nemzeti Színház színésze volt.

## Fontosabb szerepei
- Shakespeare: 
  - Rómeó és Júlia - Paris (Vígszínház)
  - Makrancos Kata - Lucencio (Vígszínház)
- Lars von Trier: A Főfőnök - Gorm
- Bertolt Brecht: 
  - Kurázsi mama és gyerekei - Fejő
  - Félelem és macskajaj a Harmadik Birodalomban
- Martin McDonagh: Vaknyugat (Átrium Film-Színház)
- Gogol: Holt lelkek - Rendőr
- Nényei Pál: Mozgófénykép - Ráday Imre
- Szabó Magda: Bárány Boldizsár - Boldizsár (szerepátvétel)
- Mohácsi István–Mohácsi János: A csillagos ég – Daniss Győző, ügyelő
- Csehov: Platonov - Apátlanul – Iszák Abramovics, egyetemi hallgató
- Presser Gábor–Varró Dániel: Túl a Maszat-hegyen – Büdös Pizsamázó
- Georges Feydeau: A hülyéje – Pontagnac; Pinchard; Jean; Victor
- McDonagh-gyakorlatok – Colman
- Block: PENGEél – Matt
- Oleg Presznyakov–Vlagyimir Presznyakov: Ágytörténetek
- Orwell: 1984 – Winston Smith (Szegedi Nemzeti Színház)

## Filmes és televíziós szerepei
- Kút a Nap alatt (2010)
- Munkaügyek (2013, 2015-2017)
- A mi kis falunk (2020)

## Díjai, elismerései
- 2012 – a legjobb színész a közönség szavazatai alapján – Színház- és Filmművészeti Egyetem
- 2013 – Arlecchino-díj a legjobb férfi alakításért (McDonagh: Vaknyugat – Átrium Film-Színház / Kultúrbrigád) – Ficza Istvánnal
- 2014 – Junior Prima díj[5][6]

## Külső hivatkozások
- Rétfalvi Tamás a PORT.hu-n (magyarul)
- Rétfalvi Tamás az Internet Movie Database-ben (angolul)